# Bugat, Bulgan
Bugat (tiếng Mông Cổ: Бугат) là một sum của tỉnh Bulgan ở miền bắc Mông Cổ. Vào năm 2009, dân số của sum là 1.890 người.

## Địa lý
Sum có diện tích khoảng 3.100 km2. Trung tâm sum, Bugat, nằm cách tỉnh lỵ Bulgan 45 km và thủ đô Ulaanbaatar 360 km.

### Khí hậu
Bugat có khí hậu cận Bắc Cực. Nhiệt độ trung bình hàng năm ở khu vực này là 1 °C. Tháng ấm nhất là tháng 7, khi nhiệt độ trung bình là 20 °C và lạnh nhất là tháng 12, với -22 °C. Lượng mưa trung bình hàng năm là 485 mm. Tháng nhiều mưa nhất là tháng 6, với lượng mưa trung bình 107 mm và khô nhất là tháng 1, với lượng mưa 2 mm.

## Kinh tế
Bugat phát triển ngành dịch vụ, có một trường học, bệnh viện, trung tâm thương mại và nhà văn hóa.